# Intersport Grand Prix 1998
Intersport Grand Prix 1998 — жіночий тенісний турнір, що проходив на відкритих кортах з ґрунтовим покриттям Am Rothenbaum у Гамбургу (Німеччина). Належав до турнірів 2-ї категорії в рамках Туру WTA 1998. Тривав з 27 квітня до 3 травня 1998 року. Мартіна Хінгіс здобула титул в одиночному розряді.

## Фінальна частина

### Одиночний розряд
Мартіна Хінгіс —  Яна Новотна 6–3, 7–5
- Для Хінгіс це був 7-й титул за сезон і 32-й — за кар'єру.

### Парний розряд
Барбара Шетт /  Патті Шнідер —  Мартіна Хінгіс /  Яна Новотна 7–6, 3–6, 6–3
- Для Шетт це був єдиний титул за сезон і 5-й — за кар'єру. Для Шнідер це був 3-й титул за сезон і 3-й — за кар'єру.